# Karl Hänsel
Karl Hänsel (ur. 13 grudnia 1913 w Schleusingen, zm. 23 lutego 1949 w Landsberg am Lech) – zbrodniarz hitlerowski, członek załogi obozu koncentracyjnego Flossenbürg i SS-Hauptscharführer.
Członek NSDAP (od maja 1934) i Waffen-SS. Pełnił służbę w obozie Flossenbürg od 1938 roku, początkowo jako szef kuchni więźniarskiej (do lutego 1942), a następnie jako kierownik kuchni dla załogi obozu (do lutego 1945). W 1942 roku był również członkiem plutonu egzekucyjnego i brał udział w egzekucjach Rosjan i Polaków.
Karl Hänsel zasiadł na ławie oskarżonych w piątym procesie załogi Flossenbürga przed amerykańskim Trybunałem Wojskowym w Dachau. Za swoje zbrodnie skazany został na dożywotnie pozbawienie wolności.